# Lygodium heterodoxum
Lygodium heterodoxum là một loài dương xỉ trong họ Lygodiaceae. Loài này được Kunze mô tả khoa học đầu tiên năm 1849.